# 2007年热带风暴基科
热带风暴基科（Tropical Storm Kiko）是2007年太平洋颶風季的第15个、也是最后一个熱帶氣旋，这场强劲的热带风暴导致墨西哥西海岸的一艘小船倾覆，造成至少15人丧生。基科是由9月26日非洲海岸的一股东风波发展而成，这股东风波穿越了大西洋，于10月8日经中美洲进入太平洋，并于10月15日在这里催生成第号热带低气压。该低气压次日向南飘移，经加强后被短暂宣告升级成热带风暴基科，随后弱化为热带低气压，之后又恢复到了热带风暴的强度。基科原本经预计将作为一个中等程度热带风暴于10月18日在墨西哥西海岸登陆。然而气旋接下来却由于该国上空一个高压脊的影响转为向西活动，并于10月20日达到每小时110公里的风速最高点。基科之后开始逐渐减弱，于10月24日降为残留低气压区，之后再于10月27日完全消失，这一过程中没有登陆。

## 气象历史
9月26日，一股东风波离开西非海岸并迅速催生出一片低气压区。低气压区形成后，东风波分裂成两个部分，沿其向西行进的区域南部发展出第二片低气压区。东风波北面的低气压快速发展，于9月28日催生出14号热带低气压。东风波南面的低气压没有出现相应发展，并离开了逐渐加强的热带低气压，继续通过大西洋，并在穿越中美洲后于10月8日进入太平洋，然后在墨西哥阿卡普尔科以南约440公里处发展成一片伴随有阵骤雨和雷暴的广阔低气压区。但由于有强烈的上层风影响，低气压仍然处于混乱状态。10月13日，由于风切变有所减弱，低气压的组织结构有所改善，并在发展出足够对流后于10月14日经美国国家飓风中心归类为“第号热带低气压”，这个时候其位置在墨西哥科利马西南部约705公里处。
这股低气压内嵌了一片广阔的下层气旋，并带有弱转向气流，导致接下来向南飘移了30个小时。10月16日，强烈的东风风切变把低气压的中心从阵骤雨和雷暴活动中暴露出来。不过，系统周围发展出一个弧形对流带，卫星探测到其风速达到每小时65公里，促使美国国家飓风中心将飘移至墨西哥曼萨尼约西南部约695公里的低气压状态升级为“热带风暴基科”。这一强化的过程较为短暂，6小时后基科与逐渐减弱的对流带分离，于是又降级回到了热带低气压状态。10月17日，低气压获得强对流的强化后再次升级为热带风暴。风暴中心定义仍不明确，热带风暴的风力仅在基科的西南象限。之后几天里，作为一个最低标准热带风暴的基科缓慢向东北方向移动，预计将在10月19或20日在墨西哥沿岸登陆或掠过。但在10月19日早上，墨西哥上空发展出一片高压脊，基科也因此转向西北方向，气象预报员估计风暴将在远离墨西哥朝大海前进过程中加强为一级飓风。
由于高压脊将风暴推离了海岸，海洋上空温暖的气温和较弱的风切变让基科开始逐渐加强。于10月20日在曼萨尼约西南部约280公里处达到每小时110公里，991毫巴（百帕，29.26英寸汞柱）的峰值。并且在其远离海岸的过程中还有一个風眼开始形成。之后不久，风切变增强，并开始将低气压从对流深处分离。到了10月21日下午，风暴的定义再次回复到不明确状态，其中心已经部分暴露，逐渐减弱的系统将风速维持在每小时85公里左右。10月22日清晨突发的一阵短暂的雷阵雨和雷暴令风暴得以继续保持其强度。但到了晚上，由于强烈的风切变从风暴中心分离了对流并将低气压暴露出来，基科重新降级为热带低气压。由于低气压进入了一个更干燥而不利于其发展的区域，其强度开始缓慢下降，并于10月23日与几乎所有的对流分离后退化成一片残余低气压区，美国国家风暴中心当晚发布了针对其的最后一份报告。残余的低气压之后继续向西移动，最终于10月27日在公海上空完全消失。

## 准备工作和风暴影响

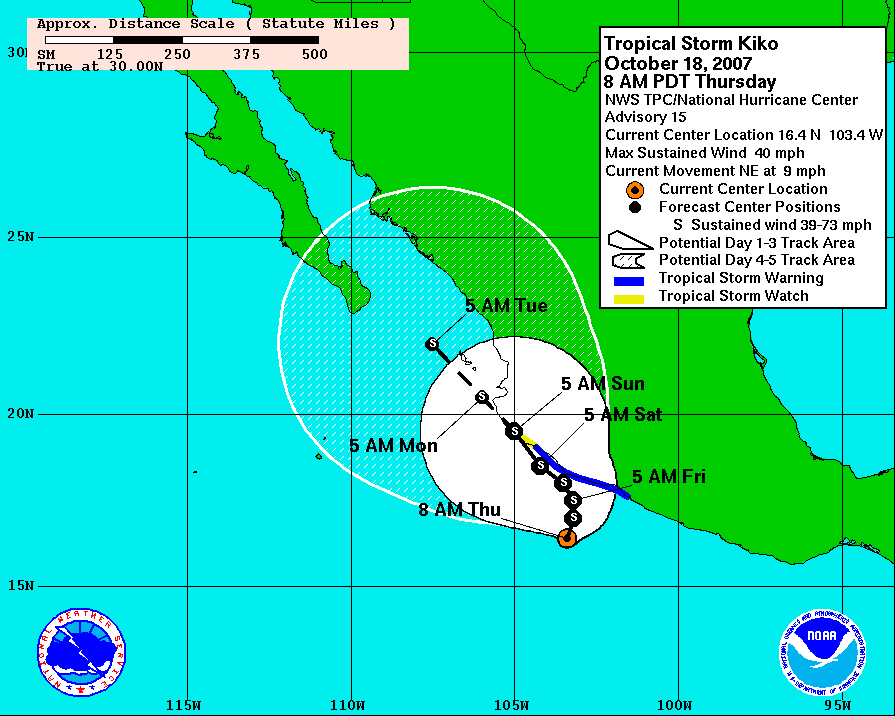
10月18日热带风暴基科的推算路径显示风暴将袭击墨西哥海岸

10月18日，从锡瓦塔内霍到曼萨尼约的墨西哥海岸发布了热带风暴警告，热带风暴观察站的观测范围向北延伸至拉福图纳（La Fortuna），基科于10月21日在该区域登陆，沿岸预计将出现高于正常水位的潮汐和危险的大浪。预计降雨量为100至180毫米，该国西南部分地区将可能达到250毫米，港口管理人员因此暂停航运，并建议居民避免留在可能遭洪水淹没的低洼区域。民防部门建议这些地区的居民迁往临时庇护所，亦告知游客尽可能留在室内。此外还设置了紧急措施随时待命以防万一。
幸运的是，风暴即将登陆前，墨西哥上空的一个高压脊将基科推离了海岸，令实际遭受的损失远远少于预期。随後基科沿海岸并行，並為沿海地区帶來两天大雨。由于基科导致墨西哥沿岸海面上波涛汹涌，一艘乘载有26名乘客和船员的小船不幸倾覆，风暴的持续影响还阻碍了营救工作，迫使当局暂时放弃救援。之后，政府部门搜索了附近的海滩和海域以求找到该船的任何线索，但最终仅有两人获救，另外发现了15具遗体，仍有9人下落不明。